# Antependij
Antependij je ukrasni pokrivač odnosno zastor s prednje strane oltarne menze.

## Podrijetlo
Antependij se pojavljuje na kršćanskom Istoku u 4. st. a na Zapadu u 5. st. Prvi prikazi su na mozaicima u Raveni u crkvi svetog Vitalea. Njime se pokrivao oltar samo s prednje strane od kojeg je i dobio ime. (lat. antependium, ante-ispred + pendere-visjeti),. Kao naziv javlja se u 12. i 13. st. te se još naziva: palliotto, frontale, pallium, pala, velamen i facies. 

## Motivi
Antependiji su se izrađivali najčešće od tkanine, a u velikim crkvama su se izrađivali od plemenitih metala ili su rezbareni i oslikavani u drvetu. Do polovine srednjeg vijeka prisutan je lik Krista Pantokratora koji sjedi na prijestolju i blagoslivlja desnom rukom dok u lijevoj drži Sveto pismo. Tijekom 14. st. polako se napušta taj model te se javljaju motivi raspeća i motivi iz Kristova života. Čest motiv bila je i Bogorodica, od 11. do 13. st prikazivana je u okviru kako sjedi okružena simbolima evanđelista i anđela. Pod utjecajem gotike prikazivana je kako sjedi u arkadi, dok se od 14. stoljeća prikazuje kako stoji. Prikaz krunjenja bio je često zastupljen te je skoro zamijenio sve druge motive iz života Bogorodice. U hodočasničkim crkvama često se prikazivao na antependijima lik sveca kojem je crkva posvećena.

## Uporaba
Do 16. stoljeća nije bila propisana uporaba antependija, tek odlukom pape Pia V. iz 1570. godine određuje se uporaba antependija u propisanoj liturgijskoj boji dana. Papa Klement VIII. odredio je u biskupskom ceremonijalu iz 1600. godine da se za misu kojoj presjeda biskup rabi antependij od plemenitih materijala. Danas se slabije upotrebljavaju antependiji u uresu oltara.
Od 19. stoljeća antependij dolazi ispred stipesa.

## Antependij zagrebačke katedrale
Svečani antependij zagrebačke katedrale uklopljen je u glavni oltar te se nikada ne skida. Načinjen je brigom zagrebačkog biskupa grofa Mirka Eszterharya (1708. – 1722.) Izrađen je od srebra, te se sastoji od tri dijela. Glavi dio s prednje strane prikazuje Svetu obitelj, na desnoj strani prikazan je sv. Stjepan kralj, a na lijevoj sv. Ladislav. Na srednjoj ploči antependija nalazi se akrostih: „Hoc amatae sponsae binaque lateris antependia praesentaverat Praesul Zagrabiensis.“ Prije Drugog vatikanskog sabora koristio se pri svečanim prilikama, a poslije je stavljen na novi oltar u katedrali te se više ne skida.